# 楊育儒
楊育儒（1958年11月2日—）台灣屏東縣高樹鄉人，寫實派畫家。
國中時受黃榮輝、劉美容二位老師啟蒙而正式學習繪畫。楊育儒在26歲時獲得第38屆全省美展水彩優選，在舉辦了多次個展後，45歲的楊育儒赴俄羅斯—聖彼德堡－列賓美術學院進修。曾獲第二屆新唐人「全世界華人人物寫實油畫大賽」銅牌等獎項。

## 簡歷
| 1986/1987年 | 韓、中、日國際水彩畫交流展                           |
| 1988年      | 漢城奧運國際水彩畫邀請展                             |
| 1990年      | 亞洲水彩畫展                                         |
| 1991年      | 中日美術交流展                                       |
| 1993年      | 兩岸美術觀摩展                                       |
| 1993年      | 南台灣美術大展於積禪50藝術空間                       |
| 1944年      | 第九屆亞細亞國際水彩畫 94年上海展                    |
| 1996年      | 水彩作品《靜默之中》、《人間事》榮獲高雄市美術館典藏 |
| 2002~2004年 | 遠赴俄羅斯-聖彼德堡-列賓美術學院進修                 |
| 2005年      | 獲選屏東半島藝術季駐村藝術家                         |

## 出版
| 2005年 | 《列賓、學習與沉潛》 |

## 獲獎
| 1984年 | 第38屆全省美展水彩優選                 |
| 1984年 | 屏東縣美展水彩第三名                   |
| 1988年 | 第六屆高雄市美展水彩優選               |
| 1989年 | 第三屆南瀛美展水彩入選                 |
| 1989年 | 第十二屆全國美展水彩第三名             |
| 1993年 | 第七屆南瀛美展水彩入選                 |
| 1996年 | 第三十一屆文藝金駝獎水彩類金駝獎       |
| 2000年 | 屏東美展獲得屏東獎                     |
| 2005年 | 獲台陽美展銅牌、南部美協同牌           |
| 2008年 | 獲首屆全球華人寫實人物繪畫大賽優秀獎   |
| 2009年 | 獲第二屆全球華人寫實人物油畫大賽銅牌獎 |

## 個展
| 1998年 | 第六次個展於高雄市立文化中心                |
| 1999年 | 第七次個展於屏東淡喜堂                      |
| 2006年 | 第八次個展於高雄市立文化中心 屏東縣文化中心 |
| 2007年 | 第九次個展於台中文化中心                    |

## 聯展
| 1990年 | 屏東縣美術家聯展   |
| 1999年 | 漢橋生活藝術館聯展 |
| 2011年 | 揚品藝術家精品展Ⅱ  |

## 外部連結
- 楊育儒無名部落格 （页面存档备份，存于）
- 楊育儒奇摩部落格 （页面存档备份，存于）
- 旅俄油畫肖像畫家-楊育儒facebook粉絲團